# Cantó de Llemotges Condat
El cantó de Llemotges Condat és un cantó francès del departament de l'Alta Viena, situat al districte de Llemotges. És format per 3 municipis i part del de Llemotges.

## Municipis
- Condat
- Llemotges
- Solenhac
- Lo Vijan

## Història
| Data d'elecció                           | Identitat            | Partit          | Qualitat |
| ---------------------------------------- | -------------------- | --------------- | -------- |
| 1973-1982                                | M. Carrié            | PS              |          |
| 1982-2008                                | Gilbert Chapeaublanc | PS, després MRC |          |
| 2008-                                    | Annick Morizio       | PS              |          |
| les dades anteriors no són pas conegudes |                      |                 |          |
|                                          |                      |                 |          |

## Demografia
| 1962 | 1968 | 1975 | 1982 | 1990 | 1999   | 2006   |
| ---- | ---- | ---- | ---- | ---- | ------ | ------ |
| -    | -    | -    | -    | -    | 18.842 | 19.145 |